# Thomas Erastus
Thomas Erastus (Baden, 7 settembre 1524 – Basilea, 31 dicembre 1583) è stato un teologo e medico svizzero, meglio noto per la pubblicazione di una sua opera postuma in cui sostiene che le trasgressioni alle leggi morali e ecclesiastiche dei cristiani debbano essere punite dallo Stato, e non da sanzioni disciplinari imposte dalla Chiesa.
Una generalizzazione di questa idea, cioè che lo stato abbia la supremazia nelle questioni ecclesiastiche, è conosciuta come erastianismo, benché non sia del tutto corretto il riferimento a questo personaggio.

## Biografia
Thomas Erastus, o, in italiano Erasto, cognome latinizzato com'era di moda fare nel tempo, propriamente Lieber o Lüber, nasce da famiglia di bassa estrazione nella cittadina di Baden (Argovia, Svizzera). Nel 1540 studia teologia a Basilea. La peste del 1544 lo spinge a recarsi a Bologna e da lì a Padova, come studente di filosofia e medicina. Nel 1553 diventa medico presso il conte di Henneberg, (Saxe-Meiningen, Germania) e nel 1558 occupa lo stesso posto presso il principe elettore del Palatinato, Otto Heinrich, servendo nel contempo come professore di medicina a Heidelberg. Il successore del suo patrono, Federico III, lo rende (nel 1559) consigliere privato e membro del concistoro della chiesa.
In teologia Erasto segue le idee di Zwingli e alle consultazioni sui sacramenti di Heidelberg (1560) e Maulbronn (1564) sostiene a voce e per iscritto la dottrina zwingliana sulla Cena del Signore, rispondendo (nel 1565) alle contro-argomentazioni del luterano Johann Marbach di Strasburgo. Resiste senza successo agli sforzi dei Calvinisti, condotti da Caspar Olevianus, ad introdurre il sistema presbiteriano di governo e disciplina della chiesa, stabiliti ad Heidelberg nel 1570 secondo il modello ginevrino.
Il primo atto del nuovo sistema ecclesiastico è così quello di scomunicare Erasto con l'accusa di Socinianesimo, accusa basata sulla corrispondenza da lui intrattenuta con la Transilvania. Il bando non viene rimosso se non nel 1575, dove Erasto dichiara la sua ferma adesione alla dottrina della Santissima Trinità. La sua posizione, però, non era molto sicura e, nel 1580 ritorna a Basilea, dove nel 1583 viene nominato professore di etica.
Erasto pubblica diverse opere di medicina, astrologia ed alchimia, come pure attacca il sistema di Paracelso.
Il suo nome viene permanentemente associato ad una sua pubblicazione postuma, scritta nel 1568. L'occasione immediata era la disputa di Heidelberg (1568) per il dottorato di teologia di George Withers, puritano inglese (successivamente arcidiacono di Colchester), messo a tacere nel 1565 a Bury St. Edmund dall'arcivescovo Parker. Withers aveva proposto una disputa contro l'uso dei paramenti sacri, che l'università non permetteva. La sua tesi affermava il potere del presbiterio di scomunicare. Gli risponde il trattato di Erasto, pubblicato più tardi (nel 1589) da Giacomo Castelvetro, che aveva sposato la vedova di Erasto, con il titolo: "Explicatio gravissimae quaestionis utrum excommunicatio, quatenus religionem intelligentes et amplexantes, a sacramentorum usu, pro pier admissum facinus arcet, mandato natur divino, an excogitala sit ab hominibus". Quest'opera porta la dicitura "Pesclavii" (cioè Poschiavo, nei Grigioni), ma è pubblicata a Londra da John Wolfe, dove risiedeva Castelvetro. Il nome del supposto stampatore è un anagramma di "Jacobum Castelvetrum". Nel registro delle opere pubblicate in Inghilterra del 20 giugno 1589, si afferma che la stampa di questo libro sia stata autorizzata dall'arcivescovo Whitgift.
Quest'opera consiste di settantacinque Tesi, seguita da una Confirmatio in sei libri, come pure da un'appendice contenente lettere ad Erasto di Heinrich Bullinger e Gualther, mostrando come le sue Tesi, scritte nel 1568, già circolassero come manoscritti. Una traduzione inglese delle Tesi, con breve biografia di Erasto (basata su informazioni tratte da Melchior Adam), esce nel 1659, intitolata: "The Nullity of Church Censures" (la nullità delle misure disciplinari ecclesiastiche), ristampata come "A Treatise on Excommunicatio" (Trattato sulla scomunica) del 1682, riveduto da Robert Lee nel 1844. Scopo di quest'opera è dimostrare, su basi scritturali, che i peccati dei cristiani professanti debbano essere puniti dall'autorità civile e non da sanzioni ecclesiastiche (l'astensione dai sacramenti). Nell'Assemblea di Westminster, il partito che sosteneva questa concezione includeva Selden, Lightfoot, Coleman e Whitelocke, il cui discorso (1645) viene accluso alla versione del Lee delle tesi di Erasto. La concezione opposta, però, dopo molte controversie, prevale. Il capitolo corrispondente della Confessione di fede di Westminster, sulle censure ecclesiastiche, non viene però ratificato dal Parlamento inglese. L'erastianesimo diventa così la designazione della tesi che sostiene la supremazia dello Stato sulla Chiesa nelle cause ecclesiastiche, ma il problema dei rapporti fra Chiesa e Stato non è in alcun luogo questione nella quale Erasto mai entri. Ciò che va sotto il nome di Erastianesimo sarebbe meglio connesso con il nome di Ugo Grozio. L'unica risposta diretta fatta alla Explicatio di Erasto era di "Tractatus de vera excommunicatione" (1590) di Beza, che si ritrova attaccato nelle Confirmatio thesium.

## Opere

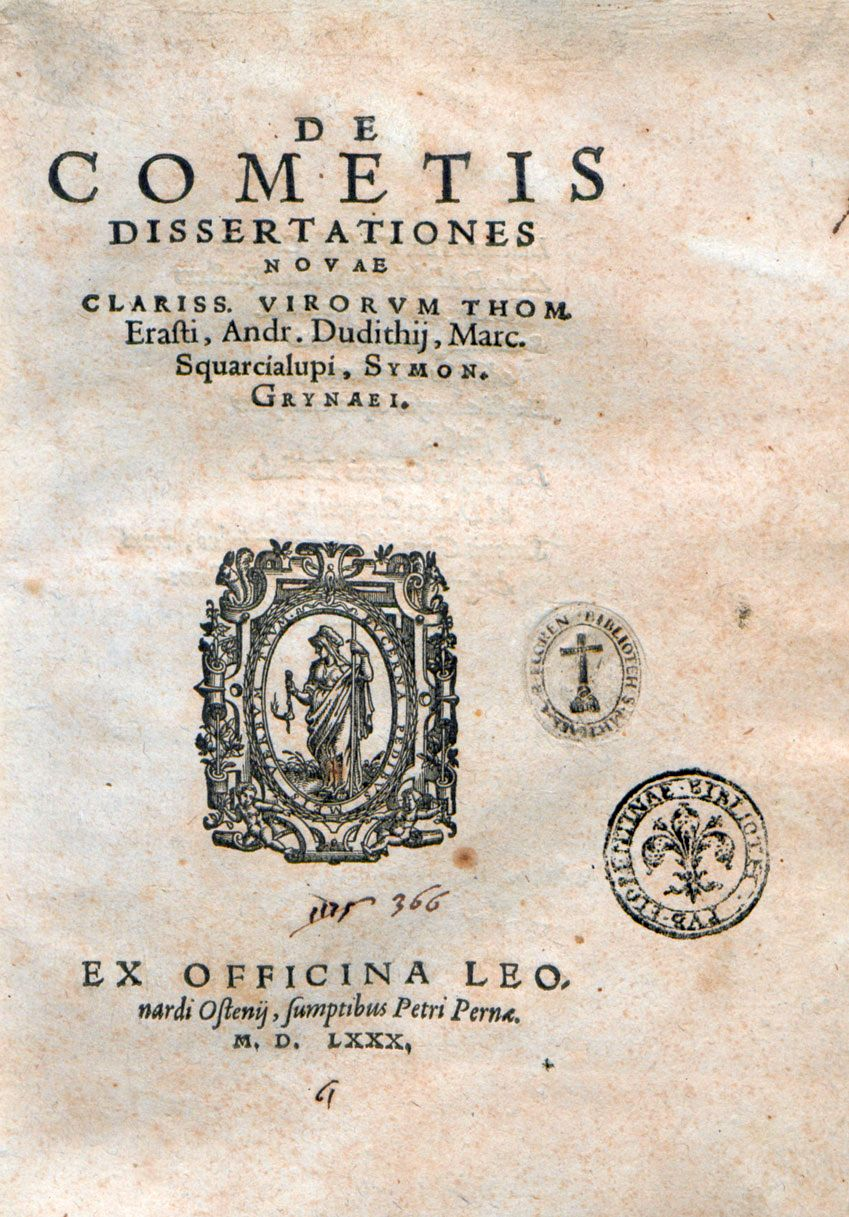
De cometis, 1580

- (LA) De cometis, Basel, Peter Perna, 1580.